# Joséphine Bacon

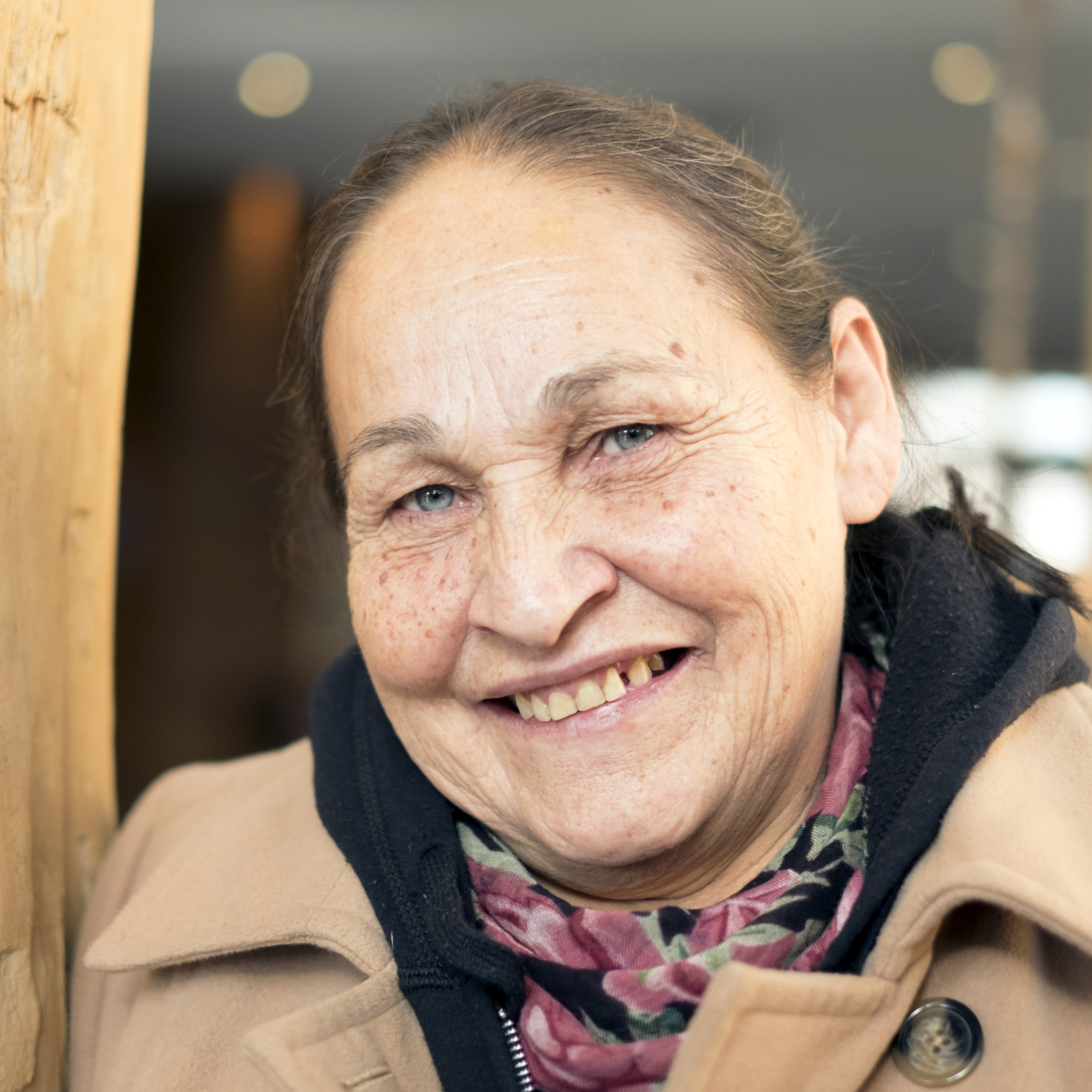
Joséphine Bacon (2015)

Joséphine Bacon (geboren am 23. April 1947 in Pessamit, Québec, Kanada) ist eine kanadische Schriftstellerin, Übersetzerin und Regisseurin. Sie gehört der First Nation der Innu an und schreibt auf Französisch und Innu-Aimun. Bacon gilt als „Grande Dame der autochthonen Literatur“ der Provinz Québec.

## Leben
Joséphine Bacon wurde 1947 in der Innu-Gemeinde Bersimis (später Betsiamites, heute Pessamit), 50 Kilometer westlich von Baie-Comeau geboren. Die ersten fünf Jahre ihres Lebens verbrachte sie halbnomadisch in der Wildnis, dem „Nutshimit“. Im Alter von fünf Jahren wurde sie, wie 80.000 andere autochthone Kinder, von ihren Eltern getrennt und zur Zwangsassimilation in das staatliche Internat des Indianerreservats Maliotenam bei Sept-Îles eingewiesen. Dort traf sie jedoch junge Leute aus den umliegenden Gemeinden, mit denen sie sich in ihrer Sprache unterhalten konnte.
Mit zwanzig Jahren verließ Bacon das Reservat, um in der Stadt Québec Sekretärin zu werden. In Ottawa besuchte sie einen sechsmonatigen Kurs des „Bureau des affaires autochtones“. Im November 1968 kam Bacon nach Montreal, wo sie von Gelegenheitsjobs lebte. Nach einiger Zeit traf sie ein studierendes Indianerpaar, das sie in das Stadtleben und die Musikszene einführte. Durch das Ehepaar kam sie mit Anthropologen in Kontakt, die mit den Innu von Labrador und Québec zusammenarbeiteten. Für die Wissenschaftler übernahm sie Transkriptionen und lernte die Gründungsmythen ihres Volkes kennen, die sie aus den Jahren im Internat nicht kannte.
Als wissenschaftliche Hilfskraft begleitete Bacon Sylvie Vincent nach Natashquan, um die Mythen und Geschichten der Ortsältesten aufzuzeichnen. Neben dieser Tätigkeit arbeitete sie auch mit Linguisten zusammen. Sie erlernte die Sprache des Nutshimit neu, „die nicht dieselbe ist, wenn man sesshaft ist und im Reservat lebt“. Bacon wurde Übersetzerin und begleitete als solche den Dokumentarfilmer Arthur Lamothe. Vom Office national du film du Canada (NFB/ONF) ließ sie sich zur Dokumentarfilmerin ausbilden. Ihre erste Produktion – inzwischen verschollen – erzählte die Geschichte von Innu-Ältesten und Clanmüttern aus Kahnawake. Zuletzt führte sie Regie bei Tshishe Mishtikuashisht – Le petit grand européen. Johan Beetz, einem Dokumentarfilm über den Europäer Johan Beetz  (1874–1949), der eine Indianerin heiratete.
Durch eine zufällige Begegnung mit der Dichterin und Geschichtenerzählerin Laure Morali (* 1972) kam Bacon 2008 zum Schreiben. Ihre Gedichtbände sind eine Hommage an die Alten, den Nutshimit und an 50 Jahre ihres Lebens in Montreal – weil Montreal sie zu der gemacht hat, die sie ist. Bacon kehrt regelmäßig in ihre Stammesheimat 1500 Kilometer nördlich von Montreal zurück, um der jungen Generation ihre Sprache zu vermitteln und damit die Verbindung zum kulturellen Ursprung ihrer Vorfahren zu stärken.
Ihre Kurzgeschichte Nashtash geht in die Stadt schildert das Schicksal einer jungen Innu-Frau. Diese verlässt das von Alkohol und Armut geprägte Reservat, putzt in der Großstadt an Ampelkreuzungen Autoscheiben und verdingt sich schließlich als Tänzerin in einem Nachtclub.

„Bis heute stecken die jungen Leute in einem Dilemma zwischen der Identität ihrer Eltern- und Großeltern und dem modernen Leben in der Stadt. Auch in den Reservaten fühlen sie sich nicht wirklich zuhause. Ich selbst habe 14 Jahre lang im Pensionat gelebt. Das kulturelle Erbe meiner Vorfahren musste ich mir selbst erarbeiten. Meine Eltern haben ja noch als Nomaden gelebt, und ich wurde ebenfalls als Nomadin geboren.“

Kim O’Bomsawin porträtierte 2020 Joséphine Bacon im Dokumentarfilm Je m’appelle humain (englisch Call Me Human).

## Auszeichnungen
- Ehrendoktorin der Universitäten Laval 2016 und Québec 2021
- Ordre de Montréal, Offizierin 2018
- Ordre des arts et des lettres du Québec, 2018.

## Werke
Dichtung:
- Bâtons à message – Tshissinuashitakana., Montréal 2009.
  - Message sticks – Tshissinuatshitakana. Toronto 2009.
- mit José Acquelin: Nous sommes tous des sauvages. Montréal 2011.
- Un thé dans la toundra – Nipishapui nete mushuat. Montréal 2013.
  - A tea in the tundra – Nipishapui nete mushuat. Saskatoon 2016.
- Uiesh – Quelque part., Montréal 2018.
- mit Laure Morali (Hrsg.): Nin Auass – Moi l’enfant. Montréal 2021.

Kurzgeschichte:
- Nashtash geht in die Stadt. In: Michel Jean (Hrsg.): Amun. Wieser, Klagenfurt 2020. ISBN 978-3-99029-386-7. (engl. Amun. Holstein Ontario 2020).

## Filmographie
Drehbuchautor:
- Ameshkuatan – Les sorties du castor. Québec, 1978
- Mishtikuashisht – Le Petit Grand Européen. Johan Beetz. Québec 1997.

Regie:
- Mishtikuashisht – Le Petit Grand Européen. Johan Beetz. Québec 1997.

Schauspielerin:
- Hochelaga, Terre des Âmes.
- Bootlegger, Regie: Caroline Monnet, 2021.
- Pidikwe, Regie: Caroline Monnet 2025

Mitwirkung:
- L'empreinte. 2015.
- Je m’appelle humain (Call Me Human). Regie: Kim O’Bomsawin, 2020.
- Archipel. 2021.